# سفارة نيجيريا في قطر
سفارة جمهورية نيجيريا الفيدرالية في قطر بعثة دبلوماسية نيجيرية تقع في العاصمة القطرية الدوحة. يترأس يترأس هذه البعثة السفير يعقوب عبد الله أحمد.

## روابط خارجية
- سفارة نيجيريا في قطر